# آلتو آراگوایا
آلتو آراگوایا (به پرتغالی: Alto Araguaia) یک منطقهٔ مسکونی در برزیل است که در ماتو گروسو واقع شده‌است. آلتو آراگوایا ۵٬۵۱۵ کیلومتر مربع مساحت و ۱۹٬۳۸۵ نفر جمعیت دارد.